# HAT-P-61
HAT-P-61 — одиночная звезда в созвездии Возничего на расстоянии около 1119 световых лет (около 343 парсек) от Солнца. Видимая звёздная величина звезды — +13,188m. Возраст звезды оценивается как около 2,6 млрд лет.
Вокруг звезды обращается, как минимум, одна планета.

## Характеристики
HAT-P-61 — жёлтый карлик спектрального класса G5V. Масса — около 1,004 солнечной, радиус — около 0,938 солнечного, светимость — около 0,767 солнечной. Эффективная температура — около 5587 К.

## Планетная система
В 2020 году группой астрономов, работающих в рамках программы HATNet, было объявлено об открытии планеты HAT-P-61 b.